# 마르틴 올손
마르틴 올손(스웨덴어: Martin Olsson, 1988년 5월 17일, 스웨덴 예블레 ~ )는 스웨덴의 축구 선수로 케냐 혈통을 갖고 있다. 포지션은 레프트 백이며 현재는 말뫼 FF 소속으로 뛰고 있다.
올손은 알스벤스칸의 말뫼 FF와 스웨덴 축구 국가대표팀에서 활약하고 있다. 2006년에 이미 잉글랜드로 진출하여 블랙번 로버스에서 활약했다. 잉글랜드에서의 활약을 바탕으로 2010년에 처음으로 국가대표에 발탁되었으며, UEFA 유로 2012에서 스웨덴 축구 국가대표팀으로 뛰었다.